# Adam Ratyński
Adam Ratyński (ur.: 1 stycznia 1950) – polski brydżysta, arcymistrz międzynarodowy, odznaczony złotą odznaką PZBS, zawodnik RAL Poznań.

## Wyniki brydżowe

### Zawody krajowe
W rozgrywkach krajowych zdobywał następujące lokaty:
| Drużynowe mistrzostwa Polski | Drużynowe mistrzostwa Polski | Drużynowe mistrzostwa Polski |
| Sezon                        | Drużyna                      | Pozycja                      |
| ---------------------------- | ---------------------------- | ---------------------------- |
| 2007/08                      | Praterm Warszawa             | 3                            |
| 2001                         | Relpol Warszawa              | 1                            |
| 1988/89                      | UNTS Warszawa                | 3                            |

| Mistrzostwa Polski teamów | Mistrzostwa Polski teamów | Mistrzostwa Polski teamów | Mistrzostwa Polski teamów |
| Rok                       | Typ                       | Kategoria                 | Pozycja                   |
| ------------------------- | ------------------------- | ------------------------- | ------------------------- |
| 2006                      | Otwarte                   | Open                      | 3                         |
| 2000                      | IMP                       | Open                      | 2                         |
| 1999                      | IMP                       | Open                      | 1                         |
| 1986                      | IMP                       | Open                      | 3                         |

| Mistrzostwa Polski par | Mistrzostwa Polski par | Mistrzostwa Polski par | Mistrzostwa Polski par |
| Rok                    | Kategoria              | Partner                | Pozycja                |
| ---------------------- | ---------------------- | ---------------------- | ---------------------- |
| 2008                   | Open                   | Lech Ohrysko           | 3                      |

| Puchar Polski | Puchar Polski | Puchar Polski |
| Rok           | Drużyna       | Pozycja       |
| ------------- | ------------- | ------------- |
| 1988          | UNTS Warszawa | 1             |

### Zawody światowe
W światowych zawodach zdobył następujące lokaty:
| Mistrzostwa Świata. Konkurencja par | Mistrzostwa Świata. Konkurencja par | Mistrzostwa Świata. Konkurencja par | Mistrzostwa Świata. Konkurencja par | Mistrzostwa Świata. Konkurencja par | Mistrzostwa Świata. Konkurencja par |
| Rok                                 | Miejsce                             | Zawody                              | Kategoria                           | Partner                             | Pozycja                             |
| ----------------------------------- | ----------------------------------- | ----------------------------------- | ----------------------------------- | ----------------------------------- | ----------------------------------- |
| 1998                                | Lille                               | 10. Mistrzostwa Świata              | Miksty                              | Ewa Kozyra                          | 144                                 |

### Zawody europejskie
W europejskich zawodach zdobył następujące lokaty:
| Zawody europejskie. Konkurencja teamów | Zawody europejskie. Konkurencja teamów | Zawody europejskie. Konkurencja teamów | Zawody europejskie. Konkurencja teamów | Zawody europejskie. Konkurencja teamów | Zawody europejskie. Konkurencja teamów |
| Rok                                    | Miejsce                                | Zawody                                 | Kategoria                              | Drużyna                                | Pozycja                                |
| -------------------------------------- | -------------------------------------- | -------------------------------------- | -------------------------------------- | -------------------------------------- | -------------------------------------- |
| 2002                                   | Warszawa                               | 1. Puchar Europy Teamów                | Open                                   | Poland                                 | 7                                      |
| 2000                                   | Bellaria                               | 6. Mistrzostwa Europy Mikstów          | Miksty                                 | Ratynski                               | 28                                     |

| Zawody europejskie. Konkurencja par | Zawody europejskie. Konkurencja par | Zawody europejskie. Konkurencja par | Zawody europejskie. Konkurencja par | Zawody europejskie. Konkurencja par | Zawody europejskie. Konkurencja par |
| Rok                                 | Miejsce                             | Zawody                              | Kategoria                           | Partner                             | Pozycja                             |
| ----------------------------------- | ----------------------------------- | ----------------------------------- | ----------------------------------- | ----------------------------------- | ----------------------------------- |
| 2009                                | San Remo                            | 4. Otwarte Mistrzostwa Europy       | Open                                | Lech Ohrysko                        | 18                                  |
| 2000                                | Bellaria                            | 6. Mistrzostwa Europy Mikstów       | Mikst                               | Ewa Kozyra                          | 39                                  |
| 1999                                | Warszawa                            | 10. Mistrzostwa Europy Par          | Open                                | Wojciech Siwiec                     | 138                                 |

## Klasyfikacja
- Adam Ratyński – klasyfikacja PZBS
- Adam Ratyński – klasyfikacja EBL (ang.)
- Adam Ratyński – klasyfikacja WBF (ang.)